# A13-as autópálya (Luxemburg)
Az A13-as (németül Bundesautobahn 8, rövidítve Autobunn 13) egy luxemburgi autópálya (lu:Autobunn), ami Pétange városától a legfontosabb iparvidék érintésével éri el az német határt Schengen közelében. Az A13-as mára az egyik legfontosabb luxemburgi autópályának mondható, hiszen déli elkerülőútként is szolgál, ezáltal tehermentesítve a főváros Luxembourg forgalmát.

## Története
Az 1990-es évek elején kezdődött építése, főként az északabbi egyetlen nyugat-keleti Luxemburgon átmenő út tehermentesítése céljából. Az utolsó szakaszát 2003-ban adták át a forgalomnak. Az építést megelőző célját (tehermentesítés) szinte maximálisan beváltotta, ma ez az egyik legforgalmasabb útvonal az országban.
Az A13-as autópályát 7 rész szakaszban adták át:
| Városok (tól; ig)      | Építési év       |  |
| Építés helye           |                  |  |
| Rodange - Pétange      | 1995. július     |  |
| Pétange - Bascharage   | 1993             |  |
| Bascharage - Sanem     | 1990. december   |  |
| Sanem - Schifflange    | 1994. június 3.  |  |
| Schifflange - Kayl     | 1994. január     |  |
| Kayl - Burange         | 1993. október    |  |
| Hellange - német határ | 2003. július 24. |  |
| Összesen               | 42,310 km        |  |